# Bærum
Bærum est une commune du comté d'Akershus en Norvège. Elle se situe dans la banlieue d'Oslo. Sandvika est le centre administratif de la commune.

## Lieux
- Le centre pénitentiaire d'Ila s'y trouve.
- Le Telenor Arena de Bærum a été choisi pour accueillir en 2010 le Concours Eurovision de la chanson.
- L'aéroport de Fornebu desservait la ville d'Oslo jusqu'à sa fermeture en 1998.

## Politique et administration

### Liste des maires successifs
| Portrait                                                                | Identité                                           | Période      | Période  | Durée            | Étiquette          |
| Portrait                                                                | Identité                                           | Début        | Fin      | Durée            | Étiquette          |
| ----------------------------------------------------------------------- | -------------------------------------------------- | ------------ | -------- | ---------------- | ------------------ |
| Odd Reinsfelt                                                           | Odd Reinsfelt (en) (23 août 1941 - 16 août 2022)   | 1991         | 2011     | 20 ans           | Parti conservateur |
| Pas de portrait sous licence libre disponible pour Lisbeth Hammer Krog. | Lisbeth Hammer Krog (d) (née le 26 septembre 1962) | octobre 2011 | En cours | 13 ans et 8 mois | Parti conservateur |

## Personnalités
- Anita Thallaug, chanteuse et actrice norvégienne, est née le 14 février 1938 à Baerum.
- Tiril Eckhoff, biathlète norvégienne, vainqueur du gros globe de cristal en 2021, est née le 21 mai 1990 à Baerum.
- Ingrid Landmark Tandrevold, biathlète norvégienne, est née le 23 septembre 1996 à Baerum.
- Sturla Holm Lægreid, biathlète norvégien, est né le 20 février 1997 à Baerum.
- Gro Harlem Brundtland, rédactrice du rapport qui porte son nom et ancienne première ministre de la Norvège, est née le 20 avril 1939 à Baerum.

## Localités
- Bærums Verk
- Bærumsmarka
- Haslum
- Hosle
- Høvik
- Fornebu
- Kolsås
- Blommenholm
- Lommedalen
- Lysaker
- Østerås
- Eiksmarka

## Îles
- Borøya
- Danmark (île)
- Dokkskjæret (île)
- Grimsøya
- Gåsøya
- Kalvøya
- Ostøya
- Snarøya
- Vassholmene

## Réserves naturelles
- Réserve naturelle de Djupdalen et Kjaglidalen
- Réserve naturelle de Borøya
- Réserve naturelle de Geitholmen
- Réserve naturelle de Kalvøya
- Réserve naturelle de Koksabukta
- Réserve naturelle de Lagmannsholmen
- Réserve naturelle de Lilleøya
- Réserve naturelle de Møkkalassene
- Réserve naturelle d'Oust
- Réserve naturelle de Sandholmen
- Réserve naturelle de Storøykilen
- Réserve naturelle de Torvøya et Bjerkholmen
- Réserve naturelle d'Ytre Vassholmen
- Zone de conservation du biotope de Dokkskjæret
- Zone de conservation des animaux de Selskjær

## Jumelages
| Ville | Ville         | Pays | Pays     |
| ----- | ------------- | ---- | -------- |
|       | Hafnarfjörður |      | Islande  |
|       | Hämeenlinna   |      | Finlande |
|       | Uppsala       |      | Suède    |